# El gatopardo (película)
El gatopardo (Il Gattopardo) es una película italiana de 1963 dirigida por Luchino Visconti y basada en la novela homónima de Giuseppe Tomasi di Lampedusa. La historia se desarrolla en la época del Risorgimento.
La película contó con actores de renombre internacional como el estadounidense Burt Lancaster, el francés Alain Delon y la italiana Claudia Cardinale.
Este largometraje ha sido distribuido en diversas versiones. La primera versión tenía una duración de 205 minutos, pero fue considerada como excesivamente larga y Visconti redujo el metraje a 185 minutos. Esta versión es la que suele tomarse como referencia. La versión rodada en inglés (editada por 20th Century Fox) tiene una duración de 161 minutos, y la de España, 151 minutos. 

Esta película es considerada como una de las obras esenciales del cine europeo de los años sesenta y de las más destacadas de su director Luchino Visconti. Fue estrenada el 28 de marzo de 1963 en Italia.

## Argumento
Burt Lancaster protagoniza como Don Fabrizio Corbera, un noble siciliano al final de su vida que se ve envuelto en la tormenta sociopolítica causada por el Risorgimento (la unificación italiana) durante la segunda mitad del siglo XIX, con Alain Delon interpretando a su oportunista sobrino Tancredi, y Claudia Cardinale como su ahijada. El largometraje muestra la vida de Don Fabrizio, Príncipe de Salina (Principe Fabrizio Salina), y de su familia, que se ve alterada al ser Sicilia invadida por las tropas de Garibaldi. Como consecuencia de esto, todos van a refugiarse a la casa de campo que la familia tiene en la ficticia Donnafugatta. Se trata de una reflexión sobre la fugacidad de las condiciones de la vida de cada quien, así como los cambios de la sociedad.   
Como en la novela que inspiró a la película, el título se refiere al serval o leopardo jaspeado (en italiano, gattopardo) que aparece en el escudo de armas de la familia Salina.

## Reparto
- Burt Lancaster: el príncipe Don Fabrizio Salina.
- Alain Delon: Tancredi Falconeri.
- Claudia Cardinale: Angelica Sedara.
- Serge Reggiani: Don Francisco Ciccio Tumeo.
- Terence Hill: el conde Cavriaghi.
- Pierre Clémenti: Francesco Paolo.
- Paolo Stoppa: Don Calogero Sedara.
- Rina Morelli: la princesa Maria Stella Salina.
- Romolo Valli: el padre Pirrone.

## Premios
La película obtuvo diversos galardones, entre los que destacan la Palma de Oro a Luchino Visconti en el Festival de Cannes y varios premios del Sindicato Nacional Italiano de Periodistas cinematográficos. 

## Versiones en italiano y en inglés
En la versión italiana, Burt Lancaster (que grababa sus intervenciones en inglés) fue doblado por el actor Corrado Gaipa (it:Corrado Gaipa). En la versión en idioma inglés, que fue producida al mismo tiempo, se mantiene la voz original de Lancaster.

## Galería

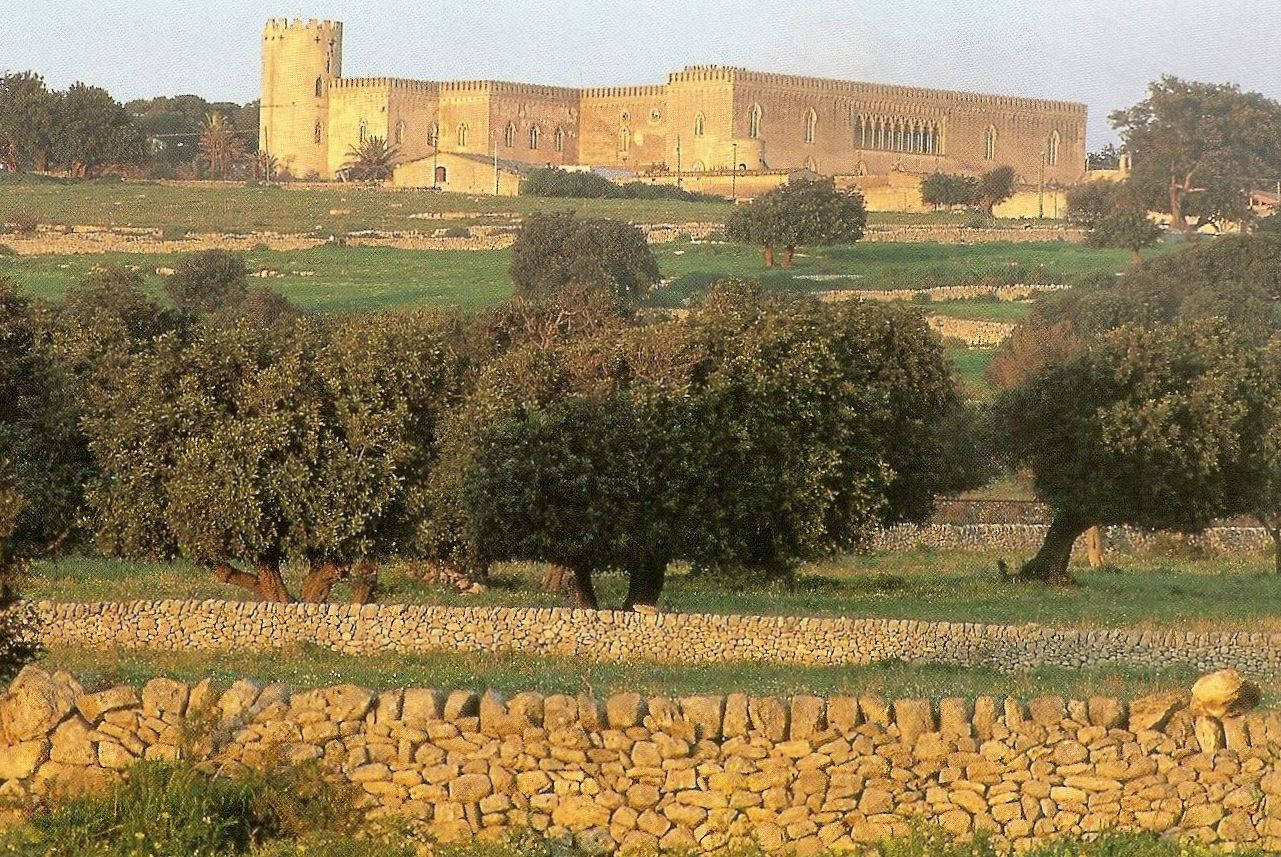
Castillo de Donnafugata, situado a 15 km de Ragusa.
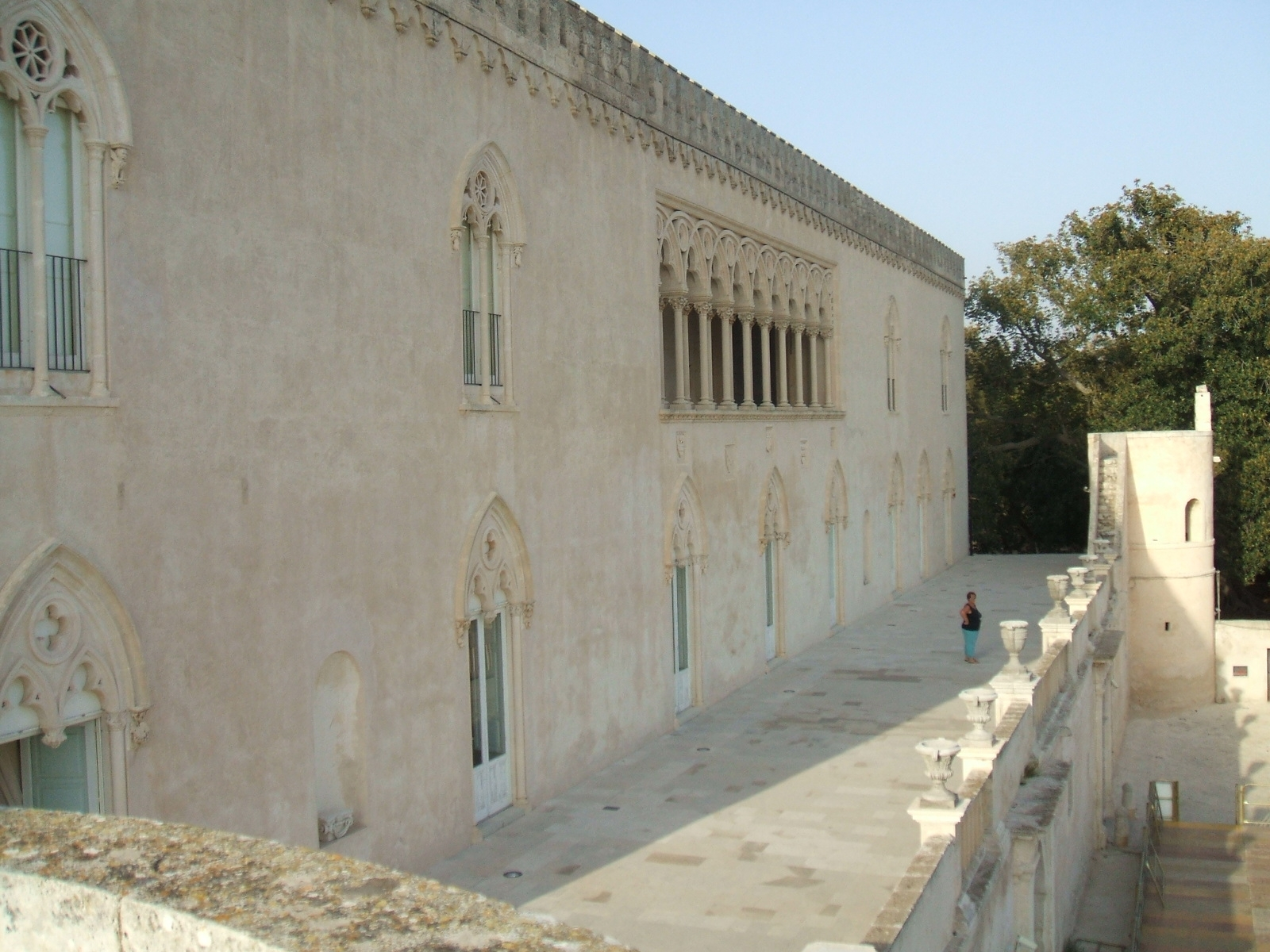
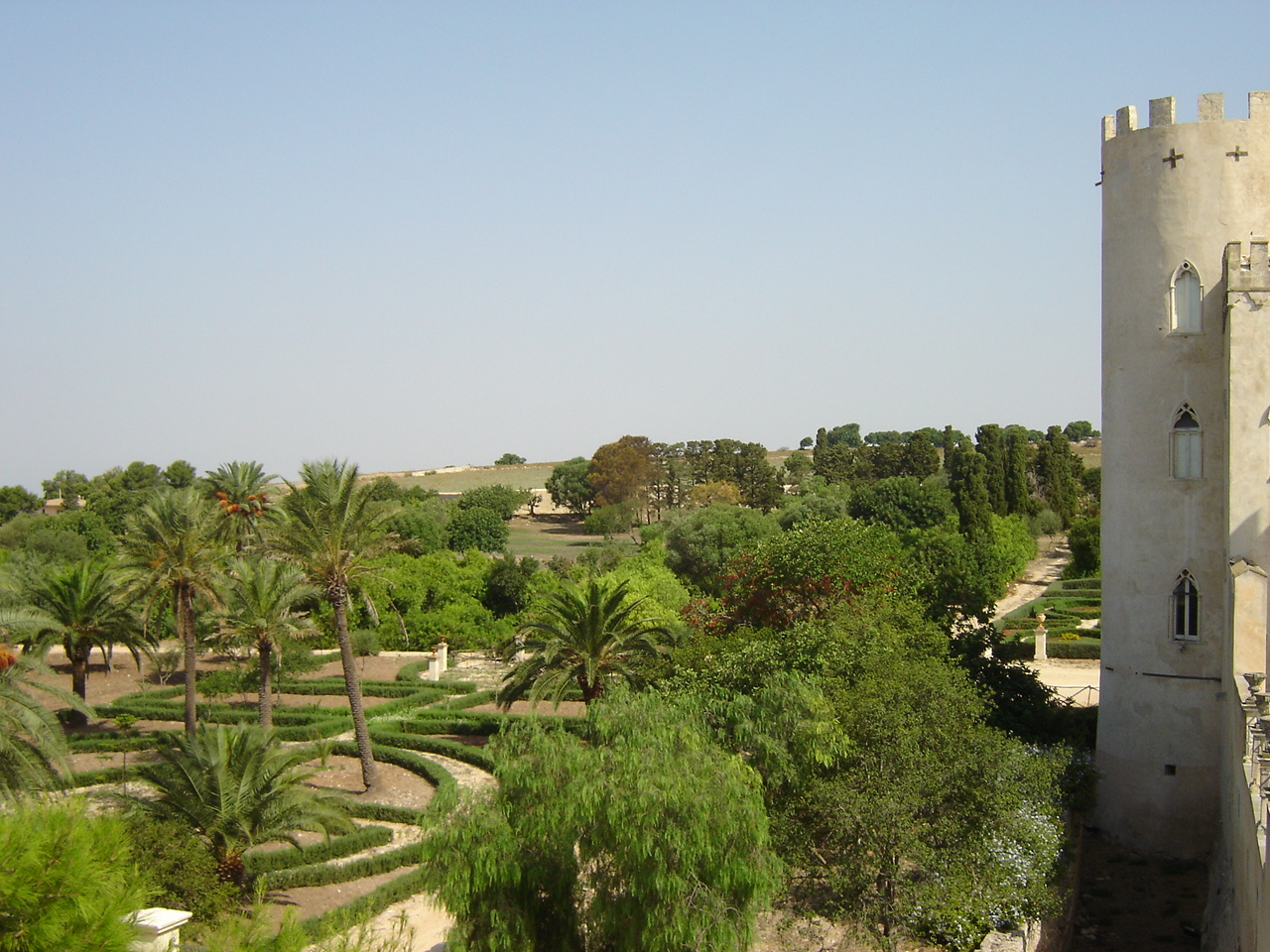
Vista parcial del vasto parque del castillo.
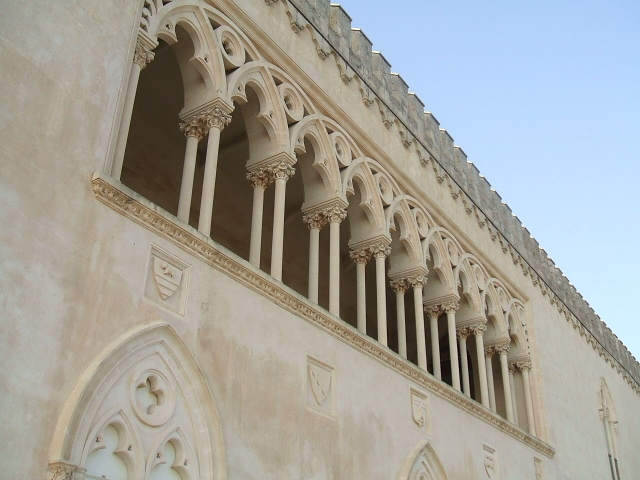
Logia del castillo.
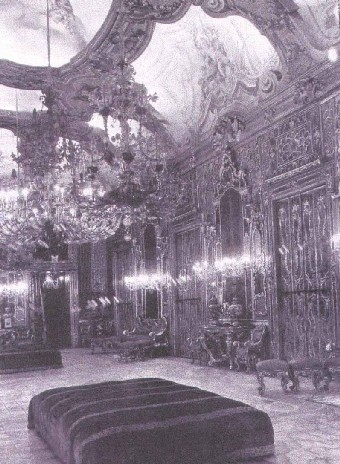
La escena del baile se rodó en esta Sala de los Espejos del Palacio de Valguarnera y Gangi (Palermo).

## Recepción

### Taquilla
La película tuvo éxito en Europa. Recaudó 370.000 dólares en sus primeros diez días en ocho ciudades italianas y fue la sexta película más taquillera del año en Francia, con 3.688.024 espectadores. A pesar de haber sido recortada para su estreno en Estados Unidos por la Fox, a la película no le fue tan bien en ese país, con una recaudación en salas de 1,8 millones de dólares.

### Crítica
En el momento de su estreno, en el verano de 1963, la mayoría de los críticos estadounidenses criticaron negativamente la película. Según Newsweek, Lancaster parecía «como si estuviera interpretando Life with Father de Clarence Day en una compañía de teatro de verano». Jonathan Miller, de The New Yorker, se mofó de Lancaster, describiéndolo como «amordazado por los bigotes y claramente aturdido por la importancia de su papel». Sin embargo, la revista Time alabó la caracterización de El gatopardo como sólida y convincente.

### Retrospectiva
La revista New York calificó la ahora famosa escena del salón de baile como «casi insoportablemente conmovedora.» El The New York Times escribió: «La reaparición de esta encantadora obra demuestra que, en las circunstancias adecuadas, dos décadas no suponen ninguna diferencia, pero 25 minutos pueden transformar una película muy buena en una posiblemente genial».
La reputación de la película sigue aumentando. El director Martin Scorsese considera a la película como una de las mejores de la historia.
En la encuesta decenal realizada por el Instituto de Cine Británico, fue nombrada la 57.ª mejor película de todos los tiempos seleccionada por los críticos. El sitio web de críticas Rotten Tomatoes reporta que la película tiene un 98% de valoración «fresca», basada en 47 críticas.